# St. Cosmas und Damian (Lunsen)

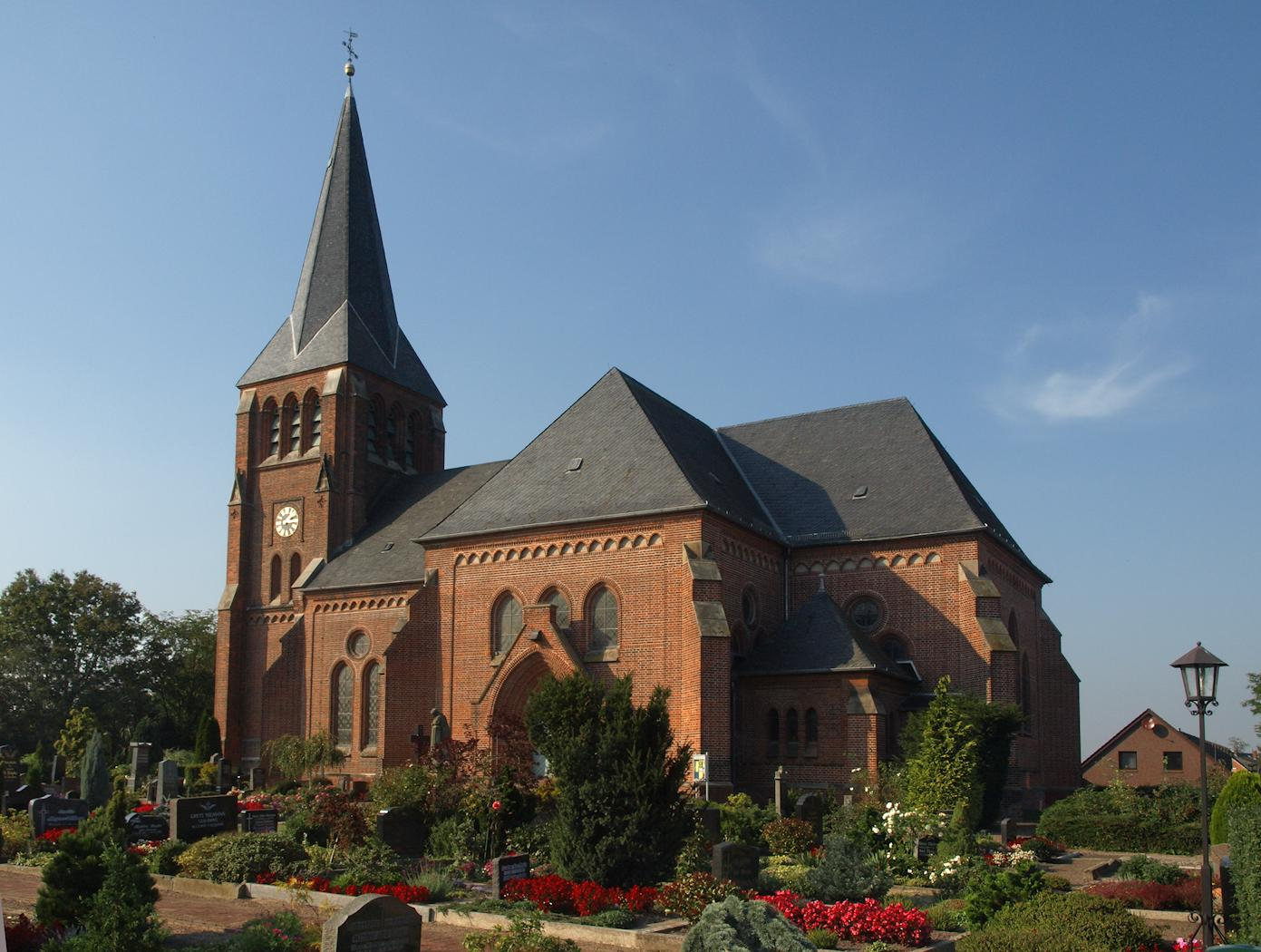
St. Cosmas und Damian

Die evangelisch-lutherische, denkmalgeschützte Kirche St. Cosmas und Damian steht auf dem Kirchfriedhof in Lunsen, einem Ortsteil der Gemeinde Thedinghausen in der Samtgemeinde Thedinghausen im Landkreis Verden von Niedersachsen.
Die Kirchengemeinde gehört zum Kirchenkreis Verden im Sprengel Stade der Evangelisch-lutherischen Landeskirche Hannovers.

## Geschichte
977 wurde die Kirchengemeinde durch den Bremer Erzbischof Adalgar gegründet und eine erste Holzkirche gebaut. Sie wurde nach den Heiligen Kosmas und Damian benannt. Im 14. Jahrhundert wurde eine neue Kirche errichtet, die 1873 abgerissen wurde. Die jetzige Kirche wurde 1877 eingeweiht.

## Beschreibung
Das Außenmauerwerk der neugotischen Kreuzkirche besteht aus roten Backsteinen, ein Kontrast zu den schiefergedeckten Dächern von Turm und Kirchenschiff. Das Gebäude besteht aus einem Langhaus mit zwei Jochen, einem Querschiff, einem gerade geschlossenen Chor und einem Kirchturm im Westen. Alle Wände werden von Strebepfeilern gestützt. Die Portale sind an der Westseite des Turms und an der Südseite des Querschiffs. Die Spitzbogenfenster im Turm, im Kirchenschiff und im Querschiff lassen den neugotischen Baustil deutlicher heraustreten als die Klangarkaden der Glockenstube oben im Turm, deren bogenförmige Einrahmung dem neuromanischen Stil sehr nahe kommt. Der weite Innenraum ist mit einem Gewölbe überspannt. Die Kirchenausstattung stammt aus der Bauzeit.